# Singapurská kočka

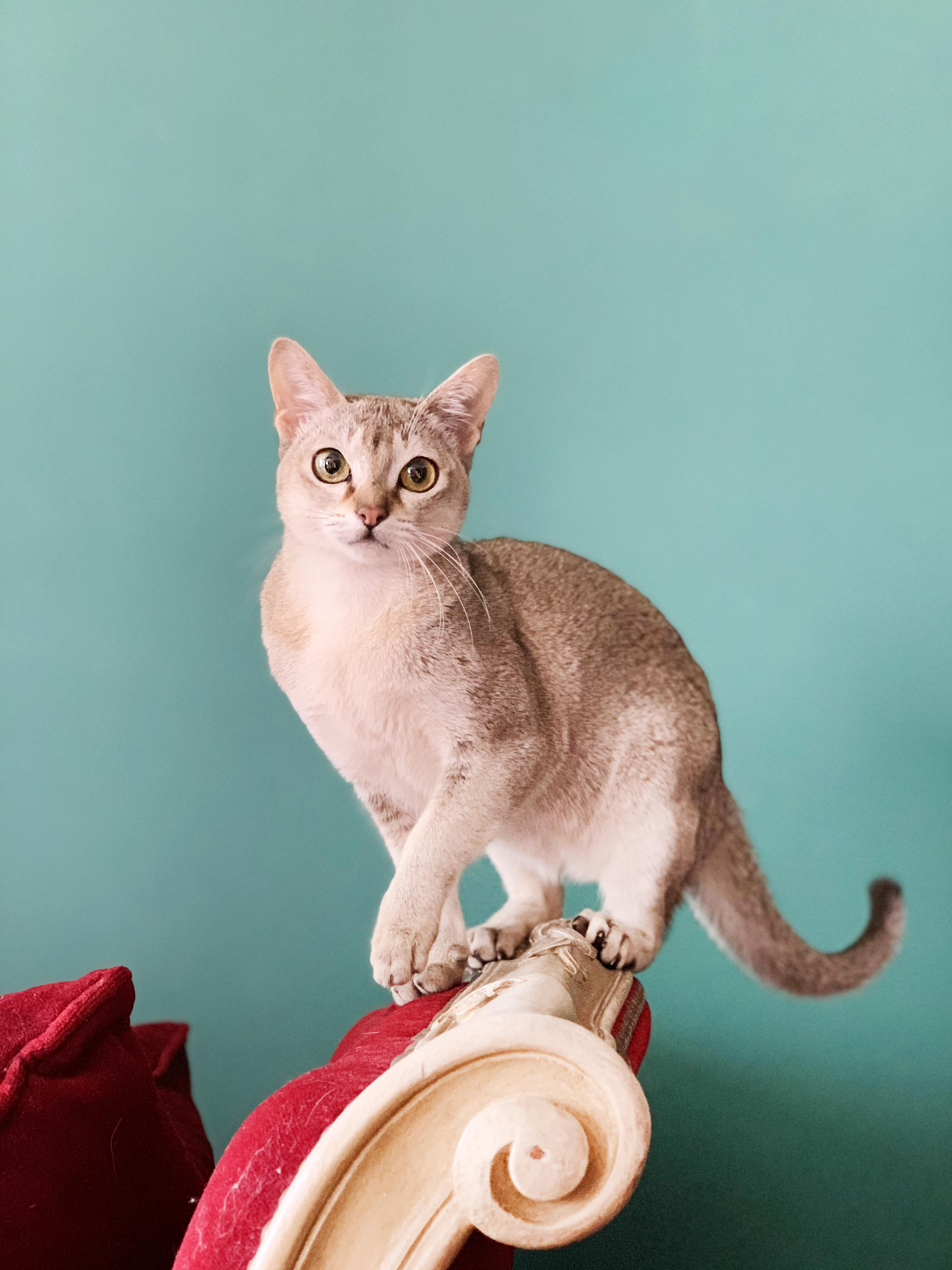
Singapurská kočka

Singapurská kočka (zkráceně singapura nebo malajsky kucinta, což v překladu znamená „milovaná“) je povahou velmi aktivní kočka. V Evropě jde o vzácné plemeno. U FIFe je plně uznávaná pod EMS kódem SIN (kategorie 3).

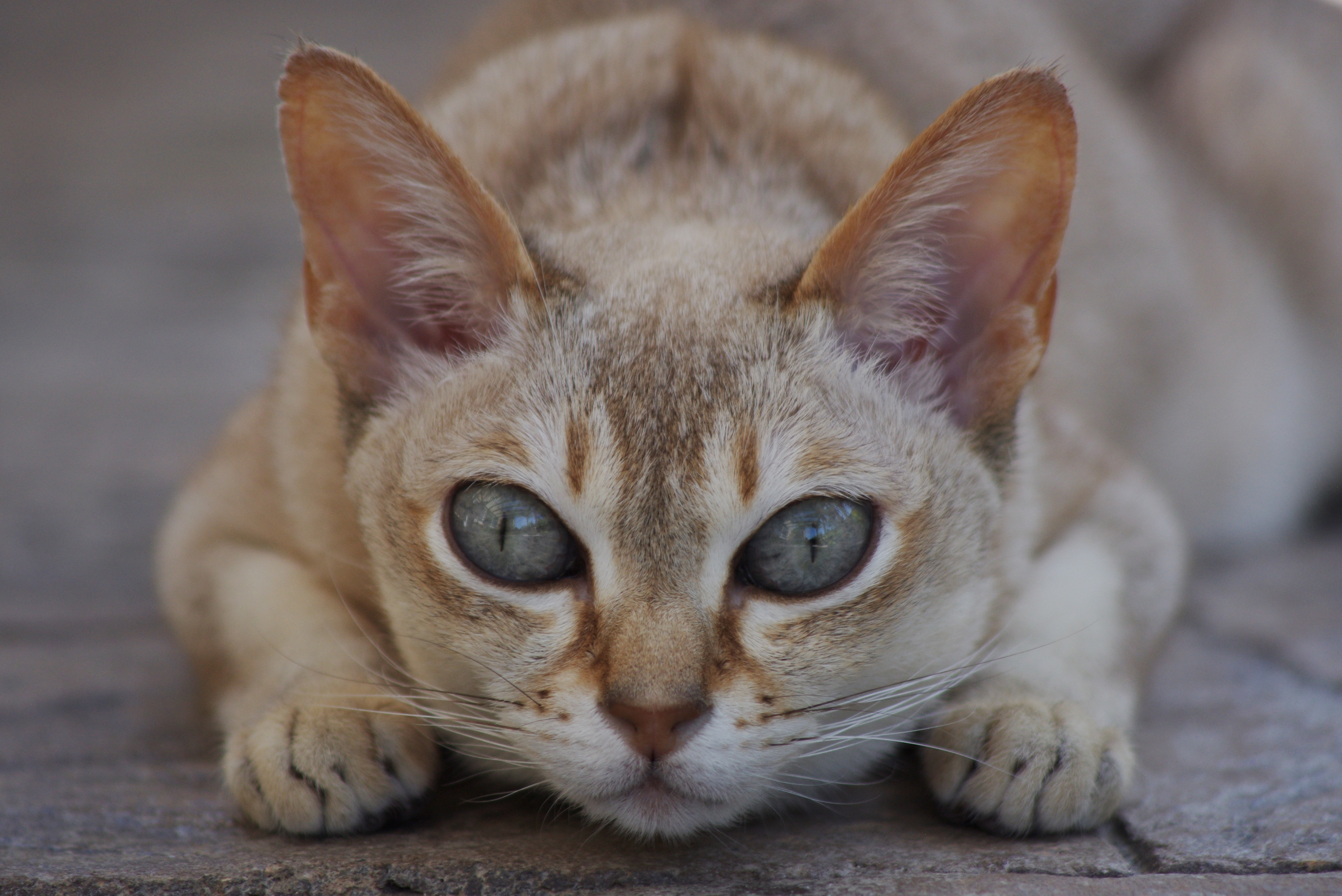
Plně uznávané plemeno u TICA, CFA i FIFe

## Historie
Singapurské kočky pocházejí z oblasti Singapuru. Tato oblast se nachází na okraji Malajsie v Jihovýchodní Asii. V roce 1975 chovatelé Hal a Tommy Meadowsovi odvezli ze svých pracovních cest do USA tři odrostlá koťata tohoto zvláštního vzezření. Sestavili chovný program a od roku 1979 už plemeno uznává TICA a v roce 1982 byla tato kočka uznána i u CFA. Roku 1987 však chovatel Jerry Mayes narazil na celní dokumenty[1], podle kterých byla tři již zmíněná základní koťata Meadowovými do Singapuru dovezena z USA. V těchto dokumentech byla navíc koťata popsána jako habešské kočky, což zapadalo i do faktu, že Meadowovi byli chovatelé tohoto plemene (a barmských koček). Poté se objevily dohady, jestli se skutečně jedná o přírodní plemeno a ne o křížence barmské a habešské kočky.
Když se do celé věci zapojila organizace CFA, Hal Meadow vysvětlil, že koťata byla vnoučaty čtyř jedinců, které ze Singapuru přivezl již roku 1971. Jeho tvrzení nešlo označit za lživé ani za pravdivé. Singapura si proto v CFA zachovala status přírodního plemene. Nyní však moderní analýzy DNA spíše svědčí proti přírodnímu původu plemene – genetika singapurských a barmských koček je velice podobná, navíc k tomu svědčí i nízká genetická rozmanitost a málo početné vrhy.

Singapur

I přes to se však toto plemeno stalo symbolem Singapuru – kočku najdeme na poštovních známkách i na soškách v okolí stejnojmenné řeky.
FIFe uznala tyto kočky teprve roku 2014.
Tyto kočky jsou stále nejvíce chovány právě ve Spojených státech amerických. Dnes je tato kočka považována za nejmenší plemeno domácí kočky.

## Popis
Singapurským kočkám se občas přezdívá „věčné kotě“. Jejich tělo je svalnaté s mírně klenutým hřbetem. Tlapky jsou mírně zakulacené. Ocas je střední délky s lehce zakulacenou špičkou. Hlava je kulatá a posazená na krátkém krku. Uši jsou velké a poměrně špičaté, jsou posazeny vysoko na hlavě. Oči jsou velké, zelené barvy, mandlového tvaru s hnědě lemovanými víčky. Nos je malý.
Srst je krátká, na dotek jemná a bez podsady. Standardem uznávaná je pouze jedna barva – tmavě hnědá ticked tabby neboli kresba se slonovinovým podkladem (připomíná srst pumy). Proužky na vnitřní straně končetin nejsou považovány za vadu, ale proužky na ocase za vadu považovány jsou.
Kocouři váží 2–3 kg.

### Povaha
Singapurské kočky jsou hravé a zvědavé, ale i mírné, přátelské a učenlivé. Svým majitelům jsou oddané a k cizím lidem většinou nedůvěřivé.

### Péče o srst
Čas, který musíte věnovat péči o srst je krátký. Stačí když srst jednou týdně vykartáčujete a zvýrazníte její lesk semišovým hadříkem.

## Zdraví
Singapurské kočky jsou poměrně zdravé. Může se ale vyskytnout dědičné onemocnění jménem deficit pyruvátkinázy. Toto onemocnění způsobuje sníženou životnost červených krvinek, až dojde k anémii. Setkat se můžeme i s hypokalémií, tedy sníženou hladinou draselných iontů. Většinou se jedná o sekundární znak jiného onemocnění, může však jít i o dědičnou chorobu.

## Galerie

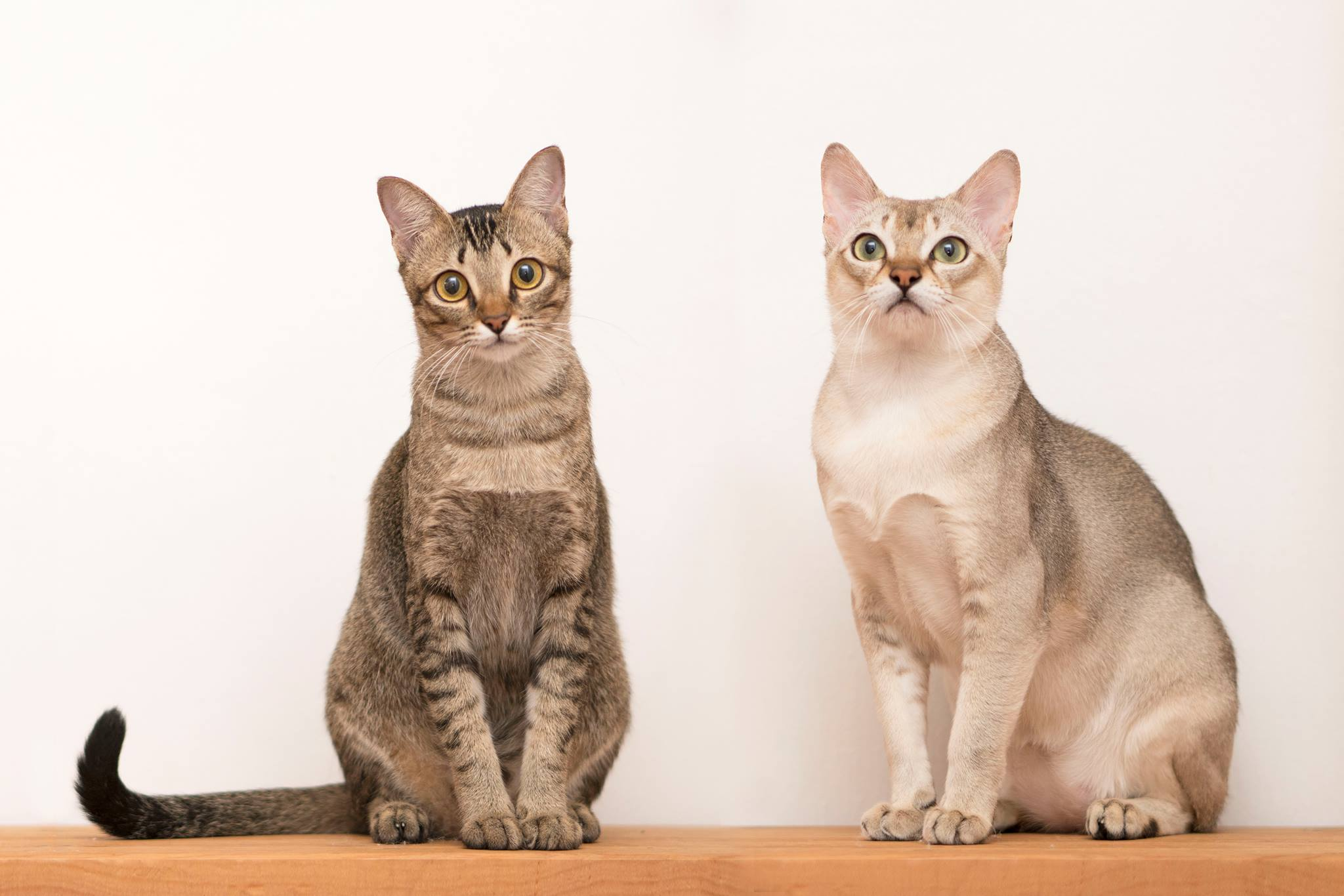
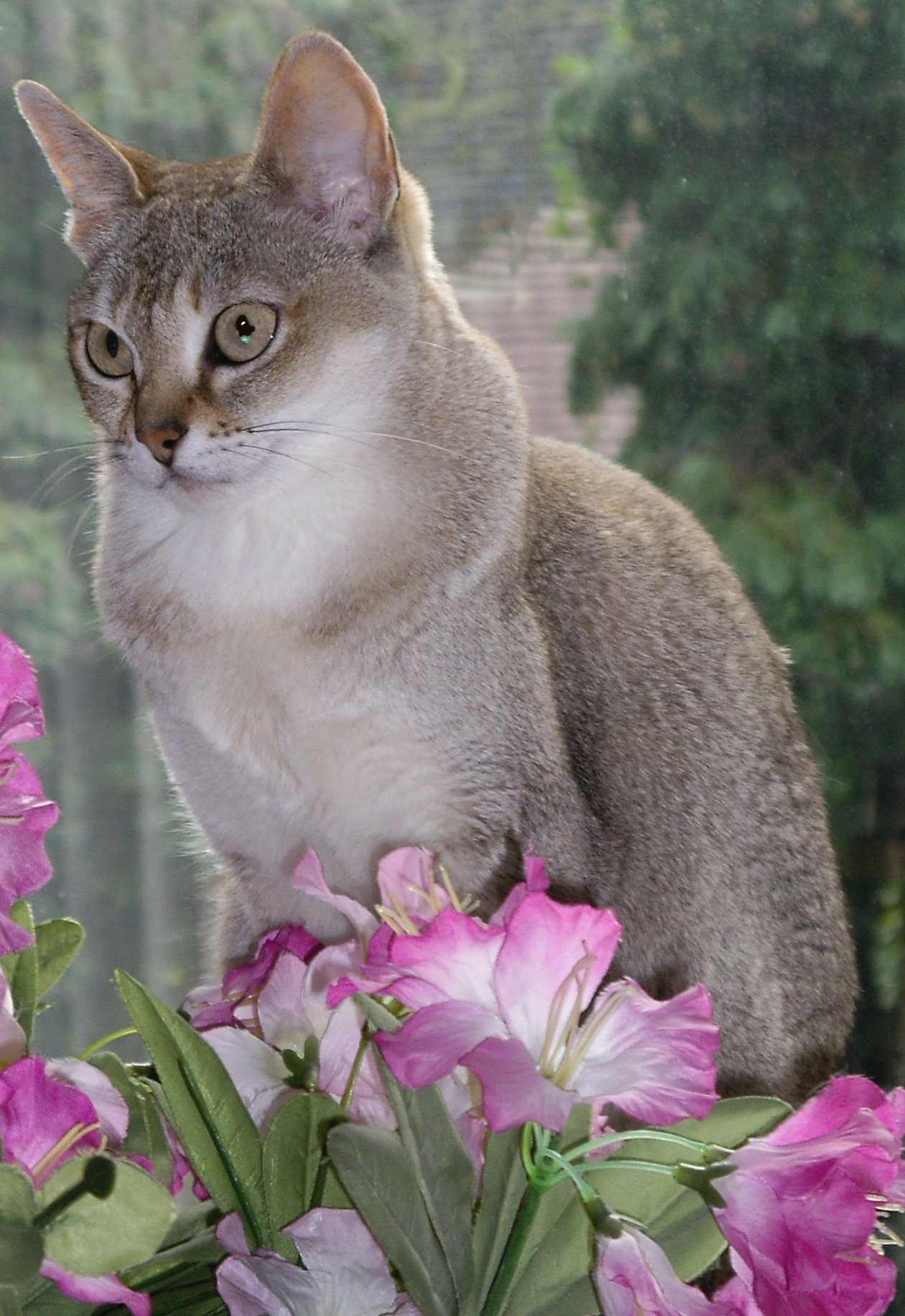
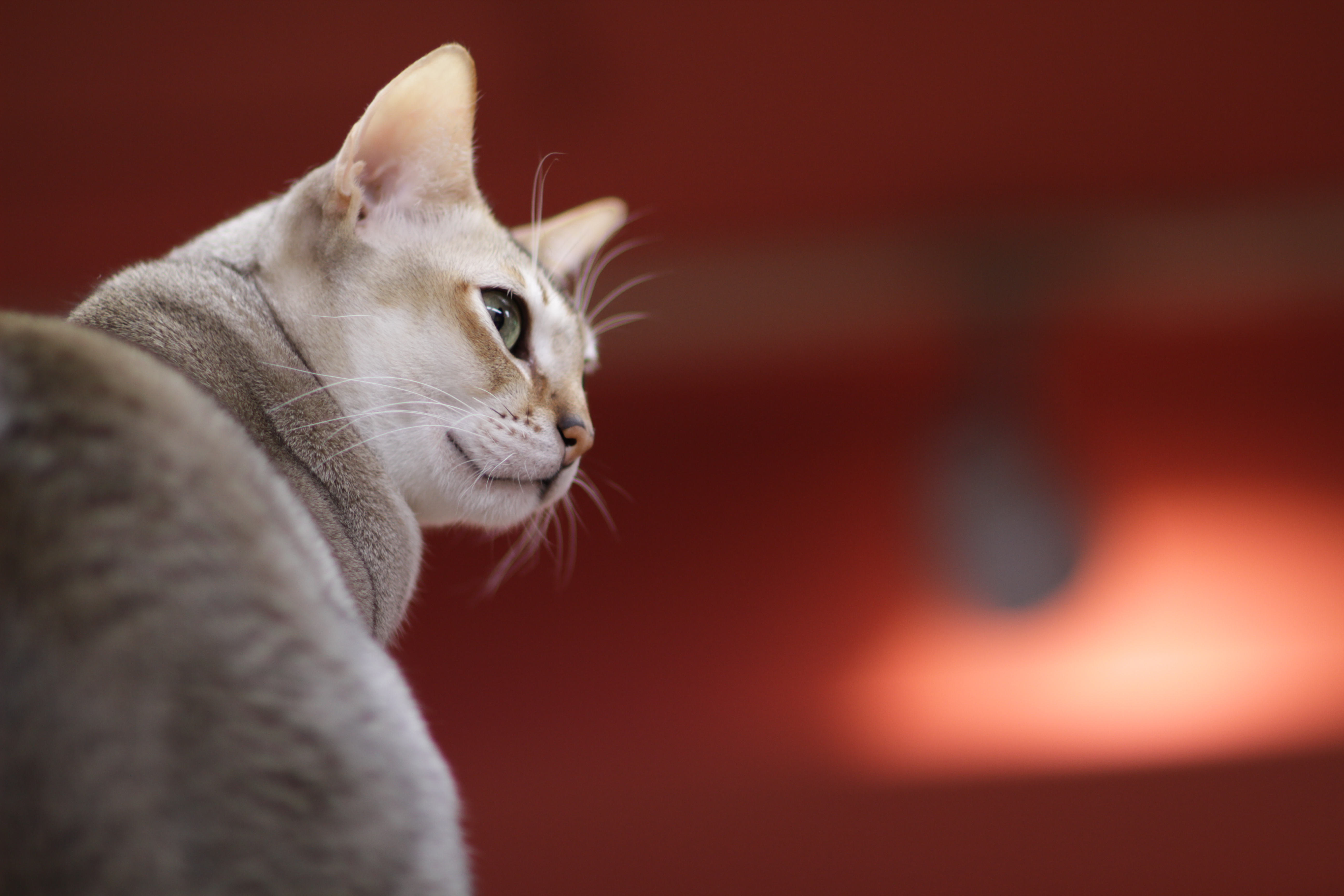
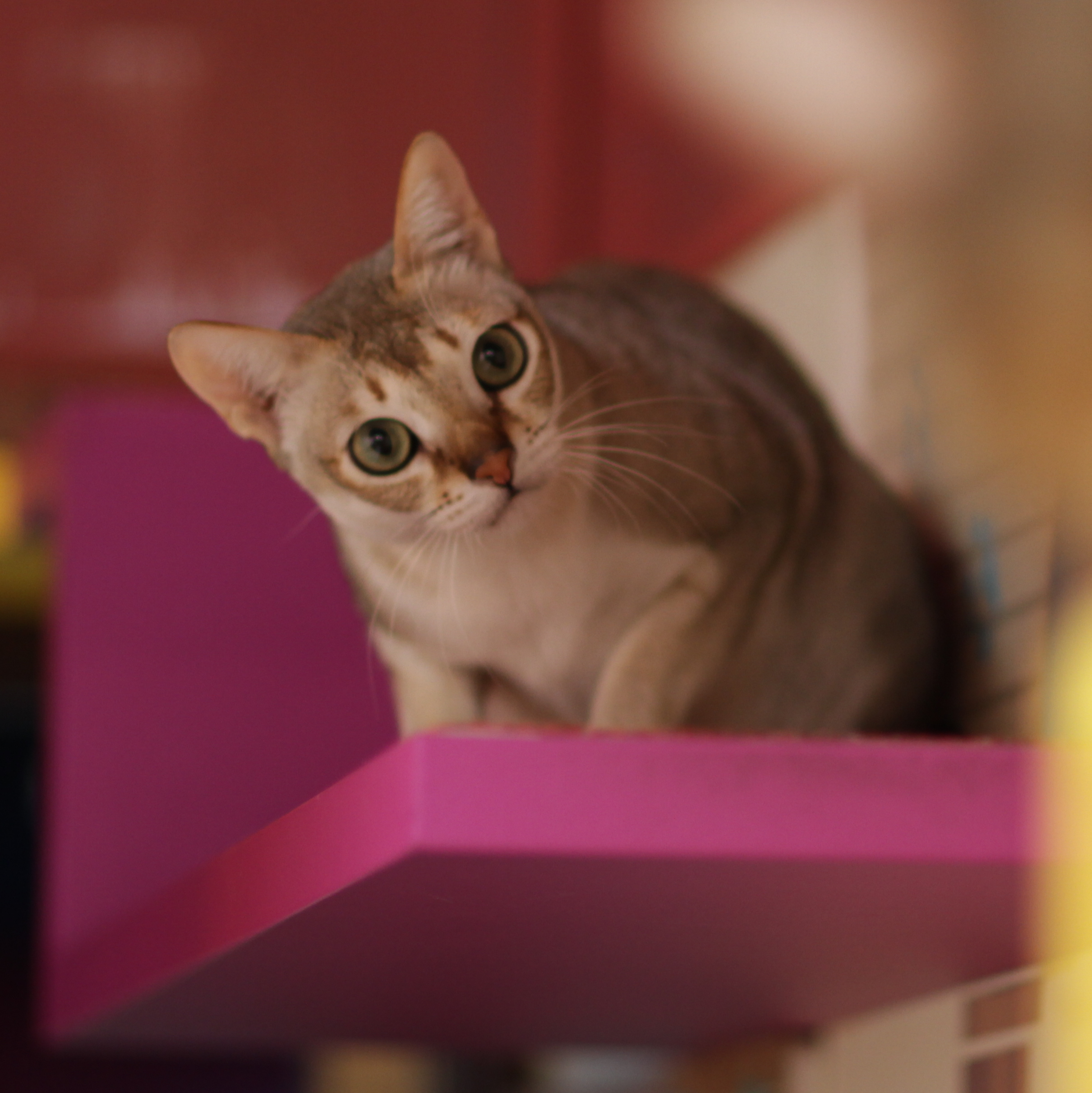
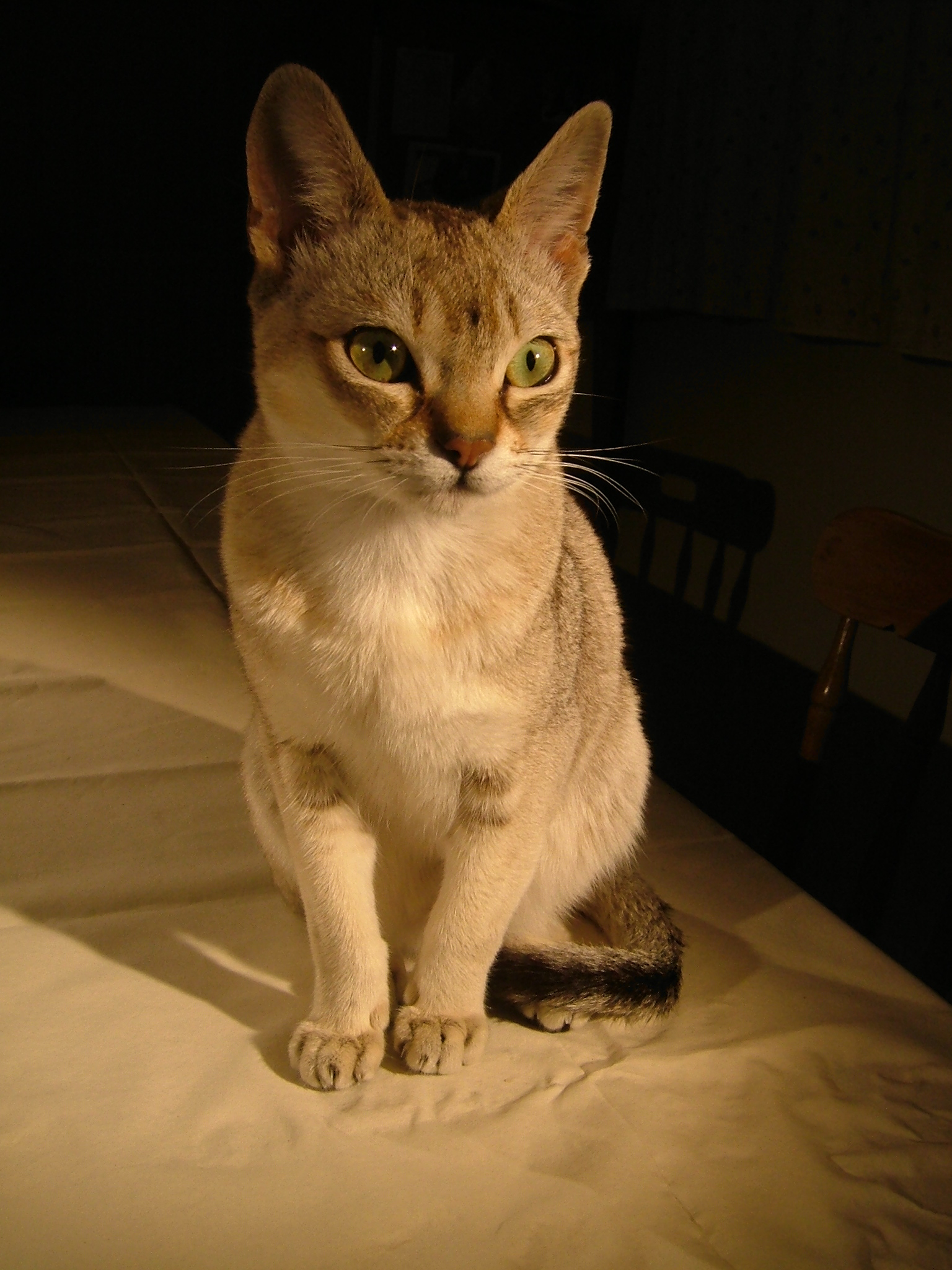
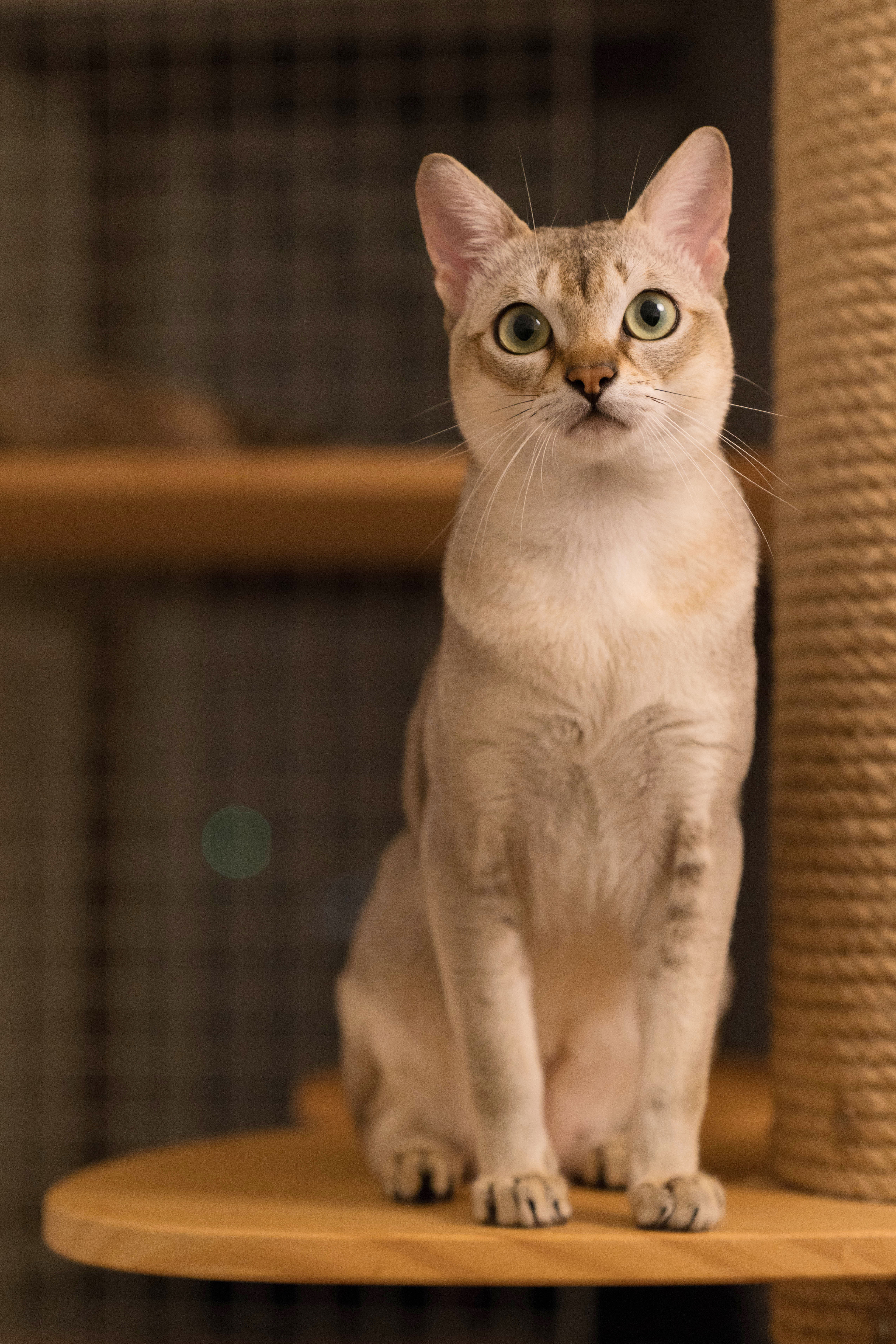
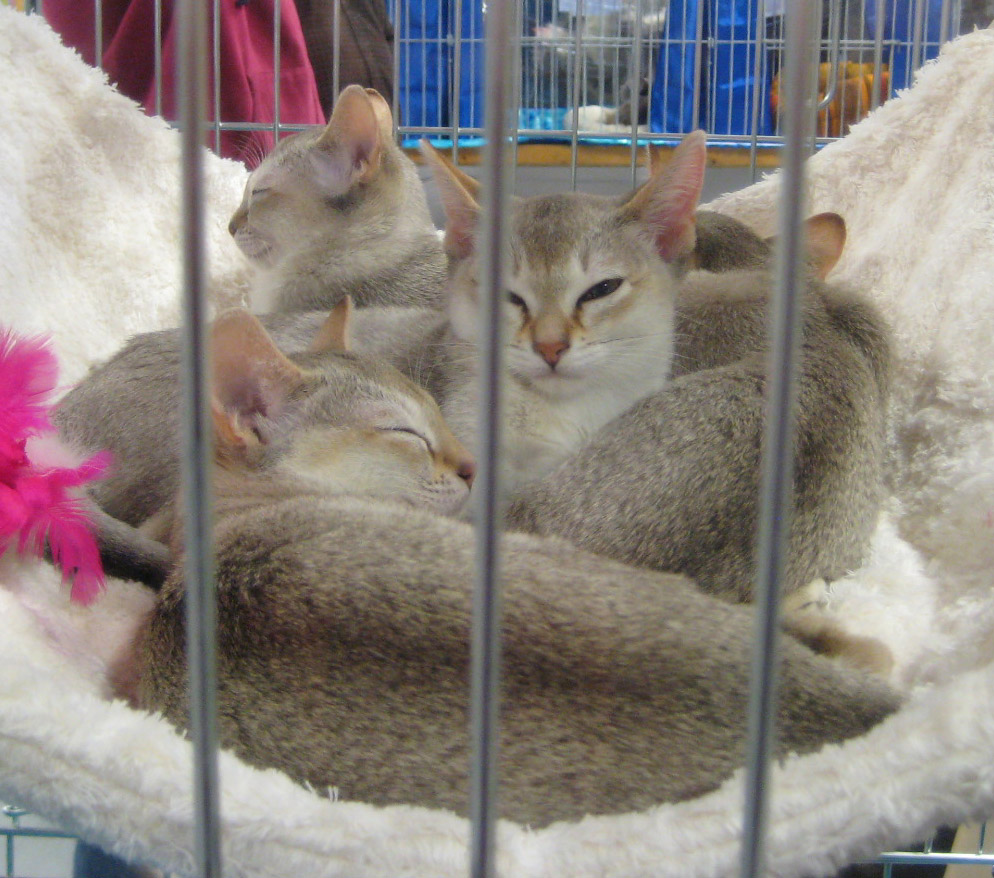